# 夏丽娜
夏丽娜（1987年10月26日—），中国高山滑雪运动员，黑龙江人。2008年获全国高山滑雪锦标赛超级大回转冠军，2009年获全国高山滑雪锦标赛大回转冠军。